# Benedikt Karus
Benedikt „Bene“ Karus (* 22. Januar 1990) ist ein ehemaliger deutscher Leichtathlet.

## Leben
Benedikt Karus stammt aus dem Loßburger Stadtteil Schömberg und startete zunächst ab dem Jahr 1999 unter Trainer Gottfried Schrempp für seinen Stammverein Skiclub Loßburg, bevor er zur LG Nordschwarzwald und Trainer Jörg Müller wechselte. Seine größten Erfolge erzielte er im Hindernis- und Crosslauf. So konnte Karus neben seinen beiden Einzeltiteln über 3000 m Hindernis in Wattenscheid 2012 und Crosslauf-Mittelstrecke in Markt Indersdorf 2015 zusammen mit Timo Benitz und Marco Kern die Deutschen Meisterschaften in der Crosslauf-Mittelstrecke Mannschaftswertung 2014 und 2015 sowie in der 3 × 1000-m-Staffel 2014 gewinnen. Zudem ist Karus, gestartet für die Uni Tübingen, mehrfacher Deutscher Hochschulmeister in unterschiedlichen Disziplinen.
2009 startete er bei den Crosslauf-Europameisterschaften in Dublin, 2011 bei den Leichtathletik-U23-Europameisterschaften in Ostrava und 2014 bei den Crosslauf-Europameisterschaften in Samokow. Im November 2012 wurde Benedikt Karus von leichtathletik.de-Usern zum „Ass des Monats“ gewählt. Nach Verhängung einer vierjährigen Sperre wegen – von ihm vehement bestrittenen – Dopings beendete Karus seine sportliche Karriere und konzentrierte sich auf sein Studium der Humanmedizin in Tübingen.

## Dopingfall
Eine von Benedikt Karus am 8. Februar 2015 nach dem Eurocross in Diekirch abgegebene Dopingprobe wurde positiv auf Darbepoetin getestet, synthetischem Epo, das bei der Behandlung von Patienten mit kranken Nieren eingesetzt wird und ausschließlich injiziert werden kann. Dies wurde ihm am 12. März 2015 mitgeteilt. Obwohl ein daraufhin von Karus auf eigene Kosten beauftragtes japanisches Labor (WADA-akkreditiert) die Probe mit anderen Methoden negativ testete, wurde er vom Deutschen Sportschiedsgericht (DIS) am 22. August 2016 wegen eines fehlenden Geständnisses statt der für mutmaßliche Ersttäter üblichen zweijährigen Sperre zu einer vierjährigen Sperre verurteilt. Im September 2016 veröffentlichte Karus seinen Dopingfall in den Medien. Mehrere bekannte deutsche Athleten wie Anna und Lisa Hahner, Nele Alder-Baerens, Dieter Baumann und Timo Benitz äußerten ihre Unterstützung für Karus; die NADA bezog wegen des laufenden Verfahrens keine Stellung. Nach eingehender Überlegung entschied sich Karus unter anderem aus Kostengründen gegen eine Anrufung des Internationalen Sportgerichtshofes (CAS).

## Persönliche Bestzeiten
- 800 m: 1:50,90 min, Heilbronn, 28. Juni 2014
- 1000 m: 2:22,95 min, Köngen, 17. Juli 2013
- 1500 m: 3:45,57 min, Freudenstadt, 8. August 2012
- 2000 m: 6:12,88 min, Rhede, 6. August 2005
- 3000 m: 8:35,93 min, Rhede, 9. August 2009
  - 3000 m Halle: 8:13,00 min, Sindelfingen, 25. Januar 2015
- 5000 m: 15:30,98 min, Köngen, 19. April 2008
- 2000 m Hindernis: 5:36,15 min, Pliezhausen, 18. Mai 2014
- 3000 m Hindernis: 8:37,84 min, Dessau-Roßlau, 25. Mai 2012
- 10-km-Straßenlauf: 31:47 min, Tilburg (NED), 28. November 2010